# 飯田市立緑ヶ丘中学校
飯田市立緑ヶ丘中学校（いいだしりつ みどりがおかちゅうがっこう）は、長野県飯田市にある公立中学校。

## 沿革
- 1958年（昭和33年） - 開校。当初は竜丘・下久堅の教場で授業が行われた。
- 1960年（昭和35年） - 新校舎落成。校歌制定。
- 1976年（昭和51年） - 明星学園分校を開設。
- 1998年（平成10年） - 新校舎が全面竣工。

## 周辺
- 飯田市松尾支所
- 国道151号

## アクセス
- JR飯田線 毛賀駅から東へ200m